# Clarisse Serre
Pour les articles homonymes, voir Serre (homonymie).
Clarisse Serre est une avocate pénaliste et autrice française née le 20 mai 1970 à Paris.
Installée à Bobigny en Seine-Saint-Denis après avoir exercé à Paris, elle est une figure du barreau français, en particulier dans le domaine du grand banditisme.
Elle est conseillère pour la série Engrenages produite est diffusée par Canal+.  
En 2022, elle publie un récit autobiographique, La Lionne du barreau.

## Biographie
Clarisse Serre naît le 20 mai 1970 à Paris. Son père fait carrière dans le milieu bancaire et sa mère est au foyer.
Elle prête serment en 1995 et commence sa carrière en collaborant avec des avocats de renom. Elle commence à travailler auprès de Patrick Maisonneuve. Elle rejoint ensuite le cabinet de Pierre Haïk et Jacqueline Laffont jusqu'en 2001. Elle collabore également avec Philippe Dehapiot puis Paul Lombard,.
En 2013, elle s’installe à Bobigny pour se rapprocher de sa clientèle,.
Clarisse Serre est décrite comme une pionnière dans un milieu encore majoritairement masculin.
Le magazine GQ l'intègre en 2018 dans son Classement des avocats les plus puissants de France.

### Principales affaires
Clarisse Serre est spécialisée dans le droit pénal, avec une expertise particulière dans les affaires de grand banditisme.
En 2010, elle obtient la remise en liberté de Zaher Zenati, accusé d'avoir participé à l'opération commando qui avait libéré Antonio Ferrara de la maison d’arrêt de Fresnes le 12 mars 2003,,.
Elle défend les accusés au procès des tournantes à Fontenay-sous-Bois,.
En 2013, elle obtient l'acquittement de Mamadou Ba, accusé d'avoir participé à la tentative de meurtre en bande organisée de l'ex-avocat Karim Achoui le 22 juin 2007 à Paris. L'avocat général Bruno Sturlese, représentant du ministère public avait requis une peine de quinze ans.
En 2015, elle défend William Noël, condamné à 17 ans de réclusion par la cour d'assises de Douai pour avoir volé une trentaine de kilos d'or sur l'autoroute A1 en 2011 avec Fabrice Hornec et deux complices,.
Elle est également l'avocate de Michel Curtet, Michel Lepage, du gang Banlieue Sud (BS), Mehdi Hornec et Jonathan Daval,.

### Engrenageset66-5
Clarisse Serre est conseillère technique d'Anne Landois pour la série policière Engrenages. Elle inspire le personnage de Joséphine Karlsson, interprété par Audrey Fleurot,.
En 2023, Anne Landois écrit la série 66-5 après avoir assisté à l'une de ses audiences. Elle développe l'idée d'une affaire mêlant importation de cocaïne et infiltration policière. Son titre fait référence à l'article qui protège la confidentialité des échanges entre l'avocat et son client.

### Carrière littéraire
En 2022, elle publie La Lionne du barreau chez Sonatine Éditions, un récit autobiographique où elle décrit la profession d’avocate pénaliste.

## Publication

### Romans
- La lionne du barreau, Sonatine éditions, 2022 (ISBN 978-2-35584-788-2)
- L'Avocate et le Repenti, Sonatine éditions, 2025

### Articles
- « Non, le féminicide ne doit pas être pénalement qualifié - Pénal | Dalloz Actualité », sur www.dalloz-actualite.fr (consulté le 19 décembre 2024)
- « Du rififi chez les grandes oreilles » Dalloz Actualité », sur www.dalloz-actualite.fr (consulté le 23 décembre 2024)